# Physochlaina semenowii
Physochlaina semenowii är en potatisväxtart som beskrevs av Eduard August von Regel. Physochlaina semenowii ingår i släktet vårbolmörter, och familjen potatisväxter. Inga underarter finns listade i Catalogue of Life.